# Nume la naștere
Nume la naștere sau născut(ă) este o expresie folosită în biografii pusă înaintea numelui dat unei persoane la naștere când acesta diferă de cel prin care persoana este în general cunoscută. Termenul de nume la naștere poate fi aplicat numelui de familie, prenumelui sau întregului nume. În cazul în care nașterile trebuie să fie înregistrate oficial, întregul nume înscris pe certificatul de naștere sau într-un registru de stare civilă poate deveni numai prin acest fapt numele legal al persoanei.
Presupunerea în lumea occidentală este adesea aceea că numele de la naștere (sau de la botez) va persista în mod normal până la vârsta adultă - fie pe tot parcursul vieții, fie până la căsătorie. Unele motive pentru modificarea numelui unei persoane includ al doilea prenume, forme diminutive, modificări legate de statutul parental (din cauza divorțului părinților sau al adopției de către părinți diferiți) și tranziția de gen.

## Nume premarital și cel de după căsătorie
În culturile vorbitoare de engleză termenul née (preluat din franceză) este participiul trecut feminin al lui naître, care înseamnă „a se naște”. Né este forma masculină.
Termenul née, având gen gramatical feminin, poate fi folosit pentru a desemna numele de familie al unei femei la naștere care ulterior a fost înlocuit sau schimbat. În majoritatea culturilor vorbitoare de limbă engleză, se aplică în mod specific numelui de fată al unei femei după ce numele de familie s-a schimbat din cauza căsătoriei. Termenul né poate fi folosit pentru a desemna numele de familie al unui bărbat la naștere, care a fost mai târziu înlocuit sau schimbat. Semnul diacritic (accentul ascuțit) peste e este considerat semnificativ pentru ortografie și, în cele din urmă, pentru sensul său, dar uneori este omis.
Conform Dicționarului de utilizare a englezei moderne⁠(d) al Universității Oxford, termenii sunt plasați de obicei după numele de familie actual (de exemplu, „Margaret Thatcher, născută (née) Roberts” sau „Bill Clinton, născut (né) Blythe”).  Deoarece sunt termeni împrumutați în engleză (din franceză), ei nu trebuie să fie scriși în litere italice, dar adesea sunt.
În biografiile redactate în limba română sau în traducerile oferite în această limbă se tinde să se utilizeze o ordine similară.
În tradiția poloneză, termenul z domu (însemnând literal „al casei”, de domo în latină) poate fi folosit, cu rare excepții, însemnând același lucru ca née.

## Notă explicativă
1. ↑  În contexte istorice, „de domo” se poate referi la un clan heraldic polonez, de ex. „Paulus de Glownia⁠(d) nobilis de domo Godzamba⁠(d)” (Familia nobiliară Paul din Glownia, a stemei Godziemba⁠(d)). Vezi și De domo (dezambiguizare).